# Chlorobyrrhulus aeneus
Chlorobyrrhulus aeneus là một loài bọ cánh cứng trong họ Byrrhidae. Loài này được Fabricius miêu tả khoa học năm 1775.

## Hình ảnh

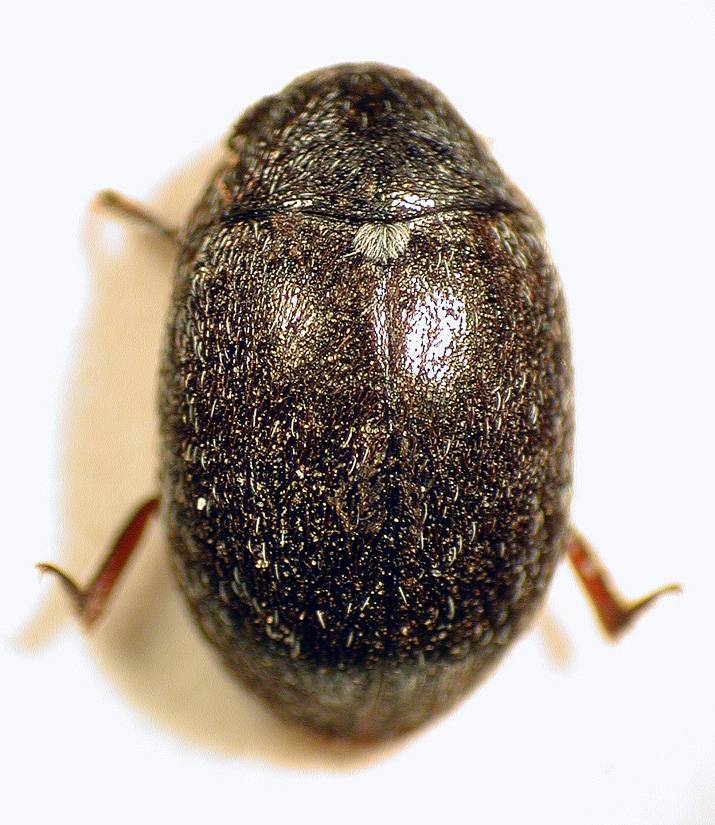